# 上井喜彦
上井 喜彦（かみい よしひこ、1947年9月25日 - ）は、日本の経済学者。埼玉大学第11代学長（2008年-2014年）。埼玉大学名誉教授。

## 略歴
大阪府八尾市出身。生駒山地の麓で生まれた。祖先は庄屋の家系であったが、農地改革によって土地をすべて失った。南高安町立南高安小学校（現八尾市立南高安小学校）に入学した。中学校進学の際は、大阪市に越境入学し、大阪市立高津中学校に入学した。その後奈良女子大学文学部附属高等学校に進学した。当時の男子入試定員は20名だったという。高校では中塚明や鈴木良などに学んだ。数学や物理が好きであった彼は東京大学理科I類を目指していたが、カール・マルクスの資本論を鈴木良に薦められ、東京大学文科II類に文転した。経済学部に進んだ後、中西洋のゼミに入った。
1972年東京大学経済学部卒業、1979年同大学院経済学研究科博士後期課程単位取得満期退学、1980年埼玉大学経済学部専任講師、1983年助教授、1994年教授、1996年「労働組合の職場規制 -日本自動車産業の事例研究」で東大経済学博士、社会政策学会代表幹事(2000-2002年)、埼玉大学第11代学長(2008-2014年)。

## 著書
- 『労働組合の職場規制 ―日本自動車産業の事例研究―』東京大学出版会、1994年

### 共編著
- 『労使関係の比較研究』（石田光男・井上雅雄・仁田道夫共編）東京大学出版会、1993年
- 『アジアの労働と生活』（社会政策学会年報）（編集）御茶ノ水書房、1998年
- 『日本企業 理論と現実』（野村正実共編著）、ミネルヴァ書房、2001年

## 論文
- 「第一次大戦直後の労働政策」、『労働運動史研究』、62号、150-181頁、1979年
- 「第一次大戦後の労働政策」、『社会政策学会年報』、23号、123-152頁、1979年
- 「全自日産分会の職場闘争」、『社会科学論集』、51号、49-82頁、1983年
- 「全A自動車労働組合の運動方針」、『社会科学研究』、36巻4号、239-258頁、1984年
- 「自動車産業における経営管理と組合規制 （上） A社の事例」、『社会科学論集』、65号、41-91頁、1988年
- 「自動車産業における経営管理と組合規制 （下） A社の事例」、『社会科学論集』、66-67号、71-129頁、1988年
- 「書評 戸塚秀夫・兵藤釗・編著『労使関係の転換と選択 日本の自動車産業』」、『社会科学研究』、43巻3号、244-260頁、1991年
- 「社会科学方法論の視角から戦後社会政策学会を回顧する」、『社会政策』、3巻1号、2011年

## 受賞学術賞
- 1995年 第1回社会政策学会奨励賞

## 在外研究
- 印度デリー大学客員教授

## 研究分野
- 社会政策論・労使関係論